# Egon Fleischmann
Egon Fleischmann (* 26. August 1934 in Unterschönau; † 8. März 2024) war ein deutscher Skilangläufer.

## Sportliche Laufbahn
Fleischmann, der für den ASK Vorwärts Oberhof startete, wurde im Jahr 1958 DDR-Meister und in den Jahren 1957, 1959 sowie 1960 jeweils Zweiter mit der Staffel. Bei seiner einzigen Teilnahme an Olympischen Winterspielen im Februar 1960 in Squaw Valley errang er den 28. Platz im 50-km-Lauf. Nach seiner Karriere war er als Trainer im Oberhof und im Steinbach-Hallenberg tätig.